# Ряд Лейбница
Ряд Лейбница — знакочередующийся ряд, названный именем исследовавшего его немецкого математика Лейбница (хотя этот ряд был известен и раньше):
{\displaystyle 1-{\frac {1}{3}}+{\frac {1}{5}}-{\frac {1}{7}}+{\frac {1}{9}}-{\frac {1}{11}}+{\frac {1}{13}}-{\frac {1}{15}}+{\frac {1}{17}}-{\frac {1}{19}}+{\frac {1}{21}}-\cdots =\sum _{n=0}^{\infty }\,{\frac {(-1)^{n}}{2n+1}}.}
Сходимость этого ряда сразу следует из теоремы Лейбница для знакочередующихся рядов. Лейбниц показал, что сумма ряда равна {\displaystyle {\frac {\pi }{4}}.} Это открытие впервые показало, что число {\displaystyle \pi }, первоначально определённое в геометрии, на деле является универсальной математической константой; в дальнейшем этот факт постоянно находил новые подтверждения.

## Скорость сходимости
Ряд Лейбница сходится крайне медленно. Нижеследующая таблица иллюстрирует скорость сходимости к {\displaystyle \pi } ряда, умноженного на 4.
| n (число членов ряда) | {\displaystyle 4\cdot \sum _{k=0}^{n-1}{\frac {(-1)^{k}}{2k+1}}} (частичная сумма, верные знаки выделены чёрным цветом) | Относительная точность |
| --------------------- | --- | ---------------------- |
| 2                     | 2,666666666666667 | 0,848826363156775      |
| 4                     | 2,895238095238095 | 0,921582908570213      |
| 8                     | 3,017071817071817 | 0,960363786700453      |
| 16                    | 3,079153394197426 | 0,980124966449415      |
| 32                    | 3,110350273698686 | 0,990055241612751      |
| 64                    | 3,125968606973288 | 0,995026711499770      |
| 100                   | 3,131592903558553 | 0,996816980705689      |
| 1000                  | 3,140592653839793 | 0,999681690193394      |
| 10 000                | 3,141492653590043 | 0,999968169011461      |
| 100 000               | 3,141582653589793 | 0,999996816901138      |
| 1 000 000             | 3,141591653589793 | 0,999999681690114      |
| 10 000 000            | 3,141592553589793 | 0,999999968169011      |
| 100 000 000           | 3,141592643589793 | 0,999999996816901      |
| 1 000 000 000         | 3,141592652589793 | 0,999999999681690      |

## История
Ряд Лейбница легко получить через разложение арктангенса в ряд Тейлора:
{\displaystyle \operatorname {arctg} x=x-{\frac {x^{3}}{3}}+{\frac {x^{5}}{5}}-{\frac {x^{7}}{7}}+\cdots }
Положив {\displaystyle x=1,} мы получаем ряд Лейбница.
Ряд Тейлора для арктангенса впервые открыл индийский математик Мадхава из Сангамаграмы, основатель  Керальской школы астрономии и математики (XIV век). Мадхава использовал ряд для вычисления числа {\displaystyle \pi }. Однако ряд Лейбница с {\displaystyle x=1,} как показано выше, сходится крайне медленно, поэтому Мадхава положил {\displaystyle x={\frac {\sqrt {3}}{3}}} и получил гораздо быстрее сходящийся ряд:
{\displaystyle \pi ={\sqrt {12}}\left(1-{\frac {1}{3\cdot 3}}+{\frac {1}{5\cdot 3^{2}}}-{\frac {1}{7\cdot 3^{3}}}+\dots \right).}
Сумма первых 21 слагаемых даёт значение {\displaystyle 3{,}14159265359}, причём все знаки, кроме последнего, верны.
Труды Мадхавы и его учеников не были известны в Европе XVII века, и разложение арктангенса было независимо переоткрыто Джеймсом Грегори (1671) и Готфридом Лейбницем (1676). Поэтому некоторые источники предлагают называть данный ряд «рядом Мадхавы — Лейбница» или «рядом Грегори — Лейбница». Грегори, впрочем, не связал этот ряд с числом {\displaystyle \pi .}

## Ускорение сходимости
Ещё одна модификация ряда Лейбница, делающая его практически пригодным для вычисления {\displaystyle \pi } — попарное объединение членов ряда. В результате получим следующий ряд:
{\displaystyle {\frac {\pi }{4}}=\sum _{n=0}^{\infty }\left({\frac {1}{4n+1}}-{\frac {1}{4n+3}}\right)=\sum _{n=0}^{\infty }{\frac {2}{(4n+1)(4n+3)}}.}
Для дальнейшей оптимизации вычислений можно применить формулу Эйлера — Маклорена и использовать методы численного интегрирования.